# Ernst Hautsch
Ernst Hautsch (* 18. Juni 1883 in Holzminden; † 10. November 1959 in Göttingen) war ein deutscher Klassischer Philologe und Gymnasiallehrer.
Ernst Hautsch, der Sohn des Maschinen-Ingenieurs und Lehrers Prof. Friedrich Hautsch, besuchte das Gymnasium Holzminden, wo er am 22. Februar 1902 die Reifeprüfung ablegte. Anschließend studierte er Klassische Philologie und Evangelische Theologie an den Universitäten Göttingen, Bonn und Berlin. Er wurde Mitglied des Philologischen Vereins Berlin, des Philologischen Vereins Bonn und des Philologisch-Historischen Vereins Göttingen im Naumburger Kartellverband. Besonderes Interesse entwickelte er für die Textgeschichte des Alten und Neuen Testaments. Am 5. Februar 1908 wurde er mit einer im Vorjahr abgeschlossenen Dissertation zum Evangelientext des Origenes zum Dr. phil. promoviert. Am 19. Juni 1908 bestand er die Lehramtsprüfung in den Fächern Griechisch, Latein und Religion für alle Klassenstufen.
Zum 1. Oktober 1908 trat Hautsch in Göttingen das Seminarjahr im Vorbereitungsdienst für das höhere Lehramt an. Gleichzeitig wurde er für ein Jahr an der Königlichen Gesellschaft der Wissenschaften zu Göttingen beim neu gegründeten Septuaginta-Unternehmen angestellt. Dort sammelte er Septuagintahandschriften und verfasste eine Studie zur Bibelrezension Lukians von Antiochia. Ab dem 1. Oktober 1909 leistete Hautsch als Einjährig-Freiwilliger in Höxter seinen Militärdienst. Zum 1. Oktober 1910 ging er als Probekandidat an das Göttinger Gymnasium, aber auch nach seinem Ausscheiden aus dem aktiven Dienst nahm er regelmäßig an Offizierskursen teil.
Während der ersten Hälfte seines Probejahres arbeitete Hautsch erneut für das Göttinger Septuaginta-Unternehmen (1. Oktober 1910 bis 31. März 1911). Er entschied sich jedoch für eine Laufbahn im Schuldienst. Zum 1. Oktober 1911 wurde er am Göttinger Gymnasium als Hilfslehrer angestellt, zwei Jahre später erhielt er eine Festanstellung als Oberlehrer.
Beim Ausbruch des Ersten Weltkriegs meldete sich Hautsch, der seit dem 27. Januar 1913 Leutnant der Reserve war, freiwillig. Er diente bis zum Kriegsende an der Front und wurde mehrfach verwundet und ausgezeichnet. Am 15. Mai 1918 wurde er zum Oberleutnant der Reserve ernannt.
Nach Kriegsende kehrte Hautsch 1919 nach Göttingen zurück und arbeitete weiterhin als Gymnasiallehrer. Seine wissenschaftliche Arbeit nahm er nicht wieder auf. 1921 erschien sein Artikel über die Septuaginta in der Realenzyklopädie der klassischen Altertumswissenschaft (RE). Im selben Jahr heiratete Hautsch Johanne Zimmer, mit der er drei Kinder bekam.

## Schriften (Auswahl)
- De quattuor evangeliorum codicibus Origenianis. Göttingen 1907 (Dissertation)
- Der Lukiantext des Oktateuch. In: Mitteilungen des Septuaginta-Unternehmens der Akademie der Wissenschaften in Göttingen. Band 1, Heft 1, Berlin 1909
- Die Evangelienzitate des Origenes. Leipzig 1909 (erweiterte Dissertation; = Texte und Untersuchungen zur Geschichte der altchristlichen Literatur 34,2a)
- Septuaginta. In: Paulys Realencyclopädie der classischen Altertumswissenschaft (RE). Band II A,2, Stuttgart 1923, Sp. 1586–1621.
- Der Nürnberger Zirkelschmied Hans Hautsch (1959–1670) und seine Erfindungen. In: Mitteilungen des Vereins für Geschichte der Stadt Nürnberg. Band 46 (1955), S. 533–556